# Semibalanus balanoides
Hà đá (Danh pháp khoa học: Semibalanus balanoides) là loài động vật chân khớp đặc biệt sống ở các vùng bãi biển thuộc châu Âu và Bắc Mỹ. Chúng chuyên sống bám vào các tảng đá để đục lỗ sinh sống.

## Đặc điểm
Trên những bãi biển, có những tảng đá lỗ chỗ như tổ ong do hà bám, những con hà đá này tiết ra một chất dịch có tính axit cao, làm cho đá mềm ra, tiếp đến chúng dùng chân và vòi làm điểm tựa rồi xoay xoay toàn thân để cho những gai trên vỏ cứng của chúng cọ xát vào đá và làm đá vỡ vụn. Chúng cứ kiên nhẫn đào khoét suốt đời và tạo ra các hang động trên đá. Nếu không có đá để đục lỗ, các loài hà này sẽ chết cho dù được cung cấp đầy đủ thức ăn, nhưng chúng vẫn không lớn được, vỏ trước bị khép lại, chân co vào và còm cõi đến chết.
Hà đá không chỉ đào hốc trên đá mà còn đục khoét ngay trên vỏ ngoài của các loài trai, hàu. Trên một vỏ hàu có thể tìm thấy khoảng mươi con hà đá. Hà sống trên đá lại có hình dạng như quả trứng nhọn đầu. Chúng sinh sôi nảy nở rất nhanh và làm các công trình xây dựng ở các hải cảng bị đục khoét lỗ chỗ như tổ ong. Hà đá lại không thể đục được đá hoa cương, người ta phải phủ đá hoa cương lên mặt ngoài các công trình xây dựng ở hải cảng, ở các vùng khai thác dầu khí ven biển.